# 朱起鹤
朱起鹤（1924年7月12日—2024年2月20日），男，原籍浙江宁波，生于北京，中国物理化学家、教育家，中国科学院化学研究所研究员，中国科学院院士。

## 生平
1947年，朱起鹤毕业于国立中央大学化工系。1951年，他获得美国加利福尼亚大学伯克利分校化学系博士学位，同年春回国并先后在燕京大学和北京大学化学系任教。1952年，他调至哈尔滨军事工程学院任教，1978年，他又调至中国科学院高能物理研究所工作。1981年，朱起鹤转调中国科学院化学研究所，主持创建分子反应动力学实验室。1995年，他当选为中国科学院院士。 
朱起鹤在分子光解、团簇研究等领域均有建树。此外，他还先后研制出6台利用分子束和激光的大型实验装置，获得中国科学院技术进步一等奖和二等奖各一项。

## 家庭
父亲是京津实业家朱继圣。